# Kenn Hansen
Kenn Hansen (Kopenhagen, 29 mei 1980) is een Deens voormalig voetbalscheidsrechter. Hij was in dienst van FIFA en UEFA tussen 2011 en 2015. Ook leidde hij tussen 2008 en 2015 wedstrijden in de Superligaen.
Op 11 oktober 2008 leidde Hansen zijn eerste wedstrijd in de Deense eerste divisie. De wedstrijd tussen Vejle BK en SønderjyskE eindigde in 2–1. Hij gaf in dit duel vier gele kaarten. Drie jaar later, op 21 juli 2011, floot de scheidsrechter zijn eerste wedstrijd in de UEFA Europa League. Sheriff Tiraspol en Željezničar Sarajevo troffen elkaar in de tweede ronde (0–0). In dit duel deelde de Deense leidsman vijf gele kaarten uit. Zijn eerste wedstrijd in de UEFA Champions League volgde op 24 juli 2012, toen in de tweede ronde Sjachtjor Karaganda met 1–1 gelijkspeelde tegen Slovan Liberec. Hansen gaf in dit duel viermaal een gele kaart aan een speler.

## Interlands
| Datum            | Plaats               | Wedstrijd             | Uitslag | Competitie           | Kreeg geel | Kreeg voor de tweede keer geel en dus rood | Weggestuurd |
| ---------------- | -------------------- | --------------------- | ------- | -------------------- | ---------- | ------------------------------------------ | ----------- |
| 4 juni 2012      | Boedapest, Hongarije | Hongarije – Ierland   | 0 – 0   | Vriendschappelijk    | 2          | 0                                          | 0           |
| 26 maart 2013    | Odessa, Oekraïne     | Oekraïne – Moldavië   | 2 – 1   | WK 2014 kwalificatie | 2          | 0                                          | 1           |
| 6 september 2013 | Oslo, Noorwegen      | Noorwegen – Cyprus    | 2 – 0   | WK 2014 kwalificatie | 1          | 0                                          | 0           |
| 15 november 2014 | Huelva, Spanje       | Spanje – Wit-Rusland  | 3 – 0   | EK 2016 kwalificatie | 4          | 0                                          | 0           |
| 14 juni 2015     | Žilina, Slowakije    | Slowakije – Macedonië | 2 – 1   | EK 2016 kwalificatie | 4          | 1                                          | 0           |
| 12 oktober 2015  | Vilnius, Litouwen    | Litouwen – Engeland   | 0 – 3   | EK 2016 kwalificatie | 4          | 0                                          | 0           |